# 오세트어

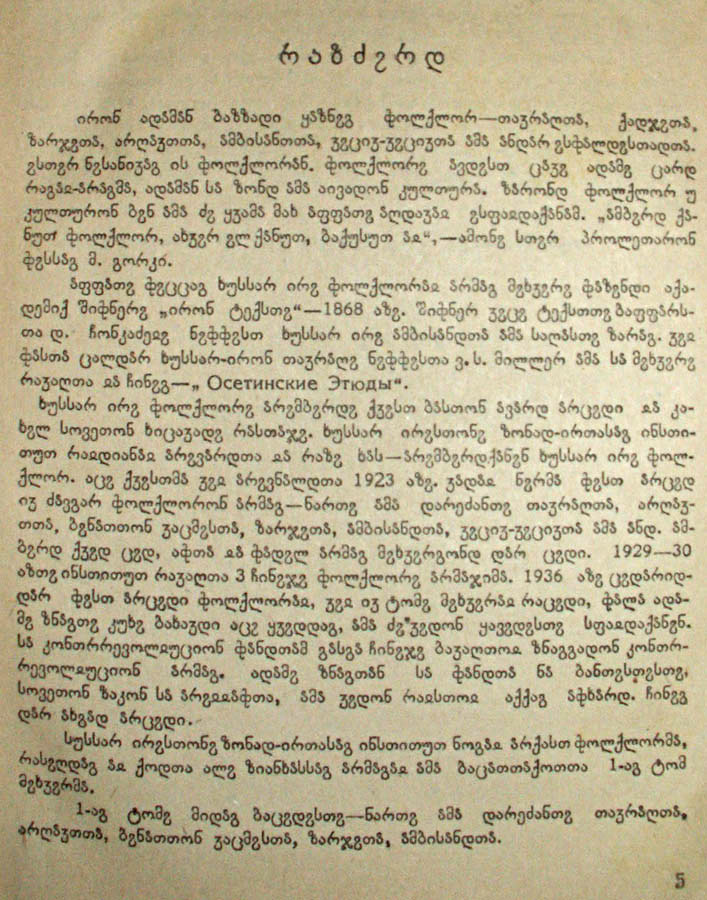
조지아 문자로 쓴 오세트어 문서.

오세트어(ирон ӕвзаг)는 대캅카스산맥의 오세티야(조지아 남오세티야와 러시아 북오세티야 공화국) 지역에서 쓰이는 동이란어군의 언어이다. 약 50만 명의 오세트인의 모어이며, 현재는 사라진 스키타이어, 사르마티아어, 알란어의 말예로 추정된다.

## 방언
동부의 이론(Iron) 방언과 서부의 디고르(Digoron) 방언이 있다. 디고르 방언은 북오세티야 서부와 카바르딘-발카르 공화국에 분포하며 이론 방언은 북오세티야 나머지 지역과 남오세티야, 카라차이-체르케스 공화국에 분포한다. 이론 방언의 화자 수가 약 5배 많으며, 1939년 제정된 표준어도 이론 방언을 기초로 하고 있다. 한편 13세기 헝가리 왕국 중부에 정착한 야스인(Jász)들의 언어도 오세트어의 방언이며, 15세기까지 사멸한 것으로 추정된다.

## 문법
음운과 문법 측면에서 캅카스 제어의 지역적 특성의 영향을 받았다. 많은 인도유럽어족 언어가 보존해온 문법적 성의 범주를 잃었으며 Encyclopӕdia Britannica 2006은 오세트어가 8개의 격이나 동사 접두사 같은 고대 이란어의 특징을 많이 보존하고 있다고 서술했으나, 이 중 어떤 것이 고대 이란어에서 상속받은 것인지, 또 원래의 격 형태가 사라졌다가 부사의 접어화 또는 파생적 접미사의 재해석을 통해 다시 개발된 격이 몇 개인지에 대해서 논쟁이 있다.

## 음운

### 모음

#### 이론 방언
|          | 전설 모음 | 중설 모음 | 후설 모음 |
| -------- | --------- | --------- | --------- |
| 고모음   | и /i/     |           | у /u/     |
| 중고모음 |           | ы /ɘ/     |           |
| 중모음   | е /e/     |           | о /o/     |
| 근저모음 |           | ӕ /ɐ/     |           |
| 저모음   |           | а /a/     |           |

#### 디고르 방언
|          | 전설 모음 | 중설 모음 | 후설 모음 |
| -------- | --------- | --------- | --------- |
| 고모음   | и /i/     |           | у /u/     |
| 중모음   | е /e/     |           | о /o/     |
| 근저모음 |           | ӕ /ɐ/     |           |
| 저모음   |           | а /a/     |           |

## 문자
다음과 같은 키릴 문자를 쓴다.
А/а, Ӕ/ӕ, Б/б, В/в, Г/г, Гъ/гъ, Д/д, Дж/дж, Дз/дз, Е/е, Ё/ё, Ж/ж, З/з, И/и, Й/й, К/к, Къ/къ, Л/л, М/м, Н/н, О/о, П/п, Пъ/пъ, Р/р, С/с, Т/т, Тъ/тъ, У/у, Ф/ф, Х/х, Хъ/хъ, Ц/ц, Цъ/цъ, Ч/ч, Чъ/чъ, Ш/ш, Щ/щ, Ъ/ъ, Ы/ы, Ь/ь, Э/э, Ю/ю, Я/я.
1923년부터 1938년까지는 로마 문자가 사용되었으며 1938년부터 1954년까지는 조지아 문자가 쓰였다.